# Breedplaatstreephoed
Breedplaatstreephoed (Megacollybia platyphylla) is een schimmel uit de familie Marasmiaceae. De zwam werd al in 1793 beschreven, maar in 1972 ingedeeld in het geslacht Megacollybia.

## Kenmerken
hoed
De hoed is 4 tot 12 cm in diameter. De vorm is halfbolvormig tot vlak. Het oppervlak is glad, radiair vezelig gestreept en schubbig. De kleur is licht tot donker grijsbruin met okerkleurige of bleek olijfgroene gloed. De rand is ingescheurd en gekerfd. 
lamellen
De lamellen zijn wittig-crème en staan wijd uit elkaar. 
steel
De steel heeft een lengte van 5 tot 10 cm  (zelden tot 15 cm) en een dikte van 10 tot 14 mm. In de lengterichting is hij vezelig, witachtig tot grijsbruin en lichter dan de hoed.  Aan de basis van de steel zitten rizomorfen (myceliumstrengen), die een lengte van enkele meters kunnen bereiken.
geur
De paddenstoel ruikt muf.
smaak
Het vlees is wittig en heeft een milde tot licht bittere smaak.
sporen
Witte sporen, bijna bolvormig glad, met afmetingen van 7–8 × 6–7 µm.

## Verspreiding
De paddenstoel groeit op houtresten, begraven loofhout en bosstrooisel en komt voor vanaf de zomer tot en met herfst. In Nederland heeft de paddenstoel de status 'zeer algemeen'. 

## Foto's

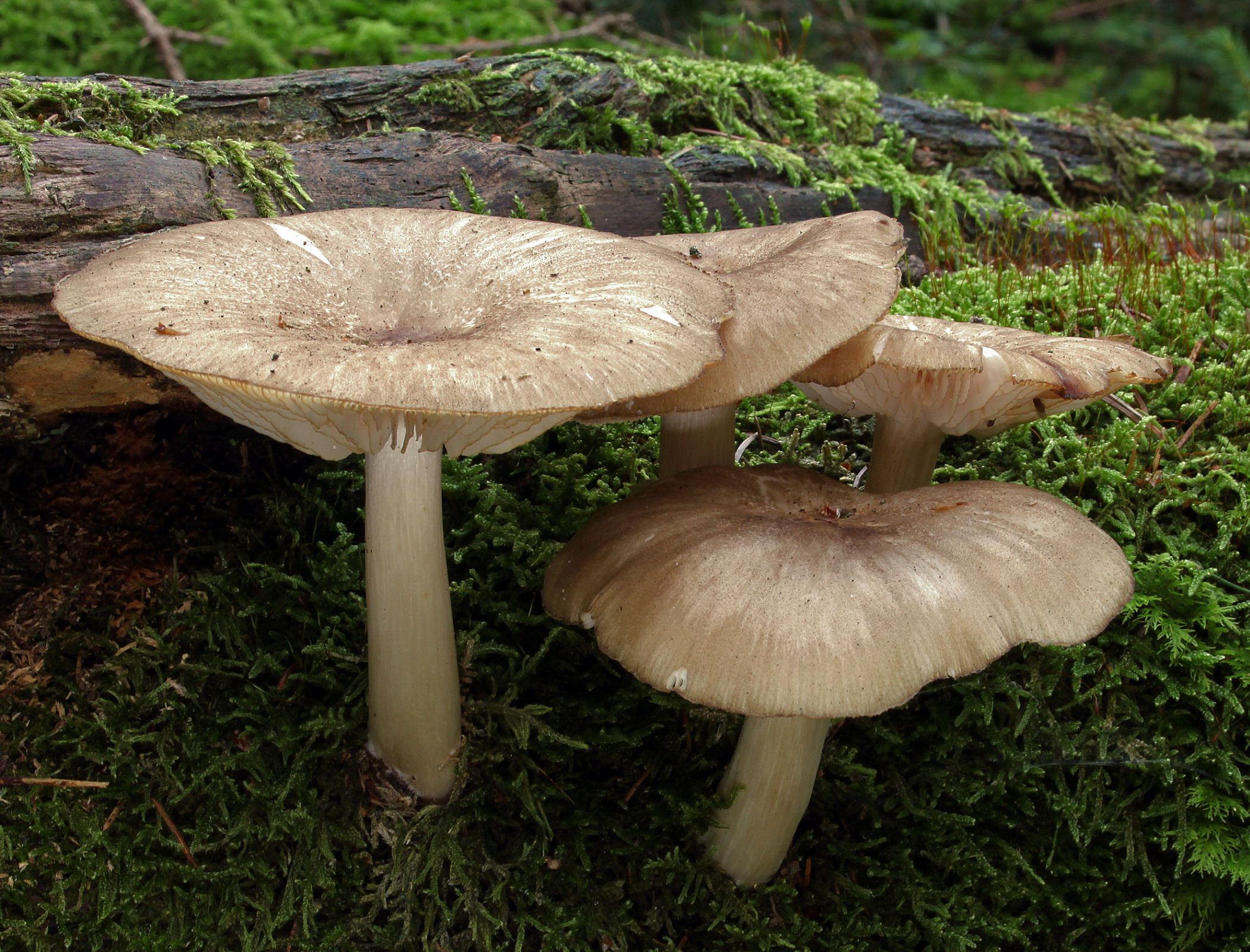
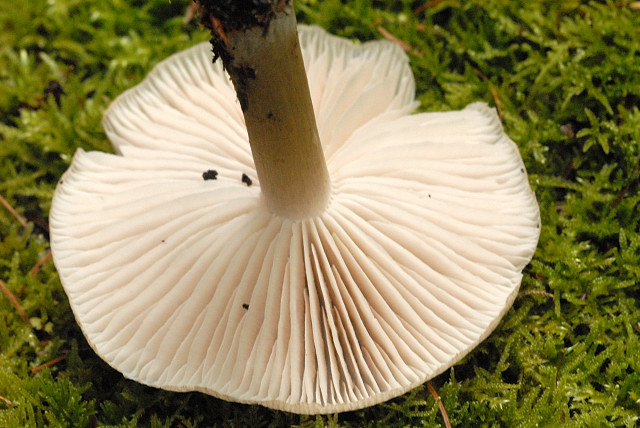
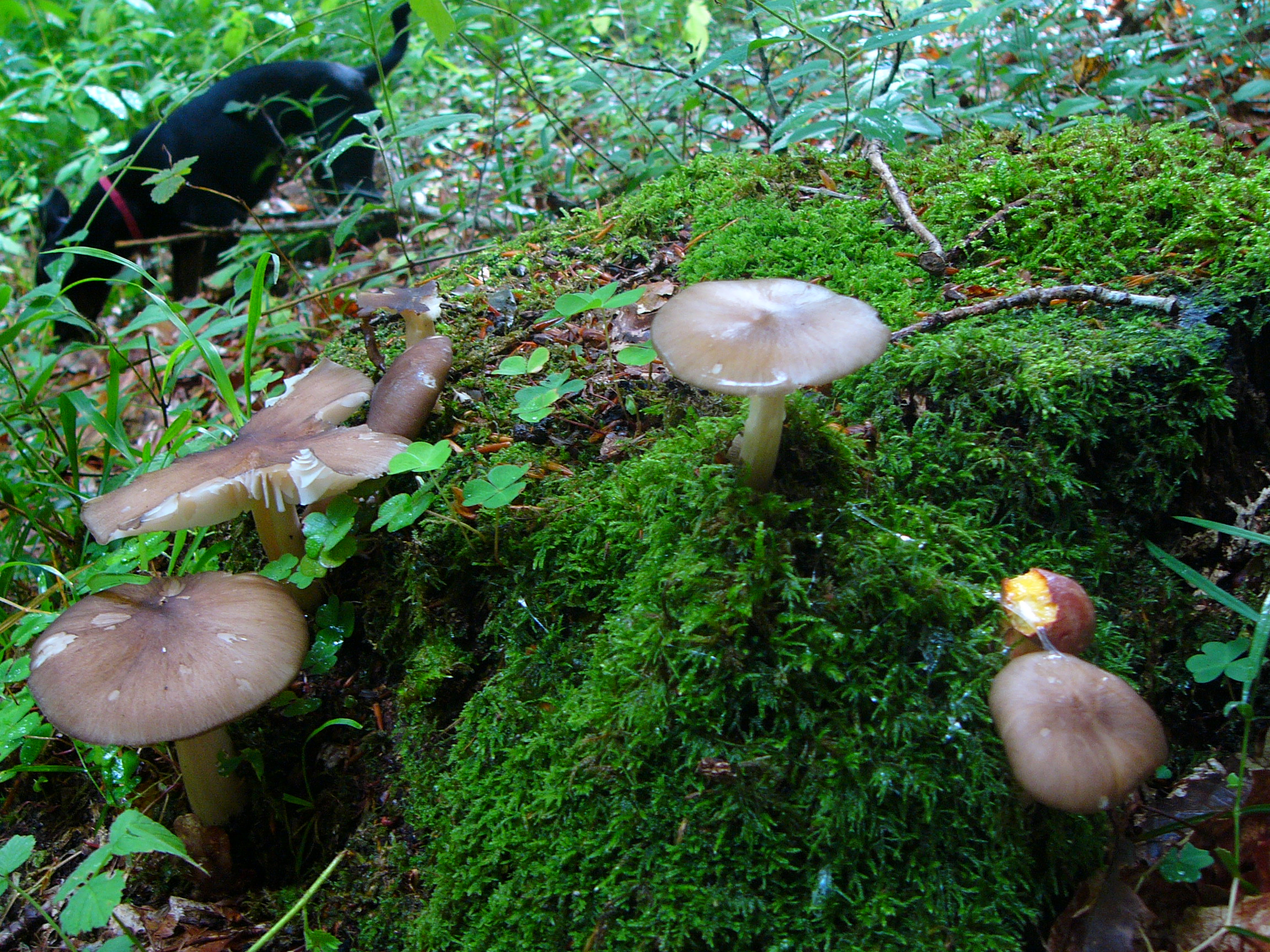
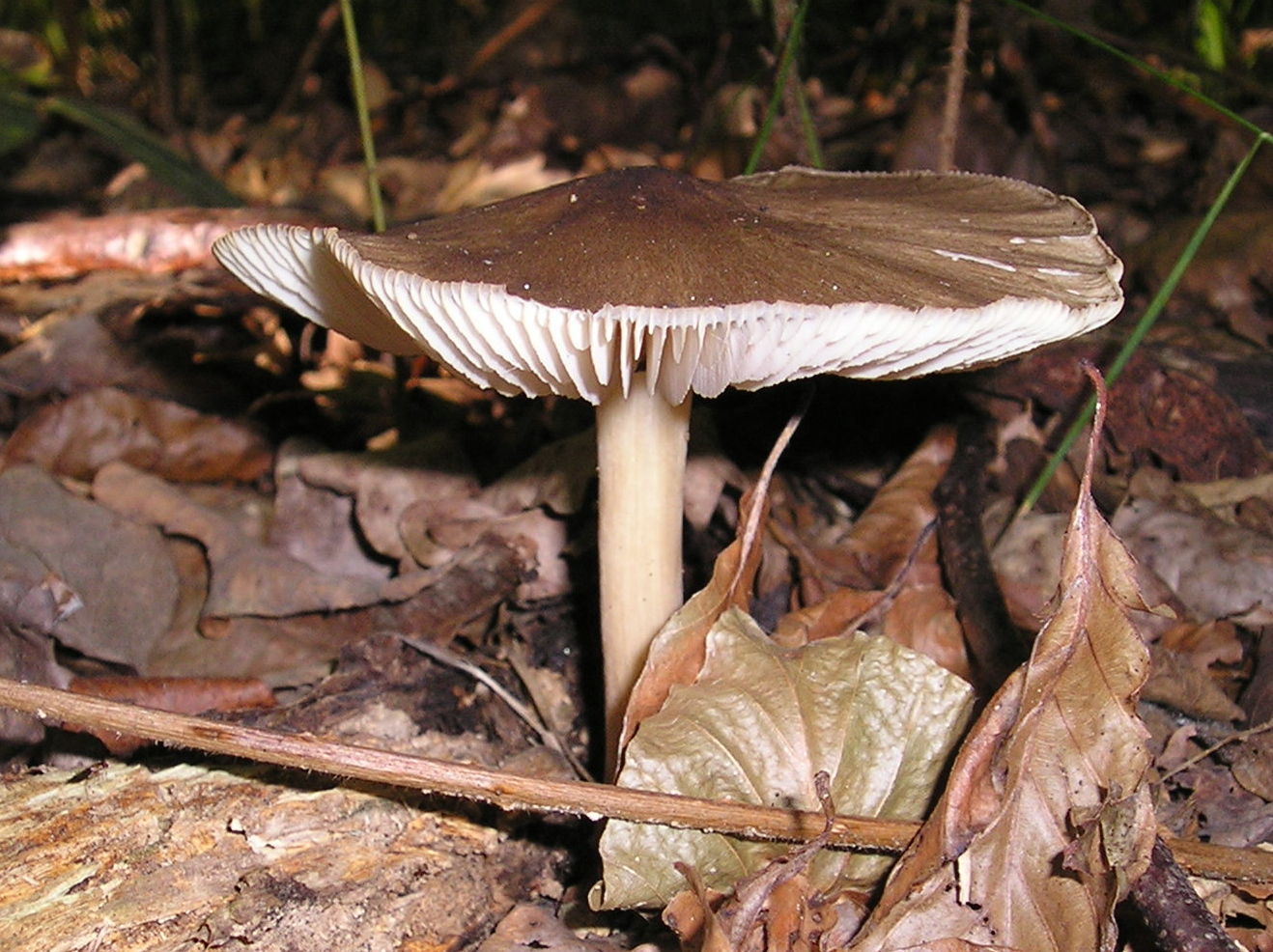
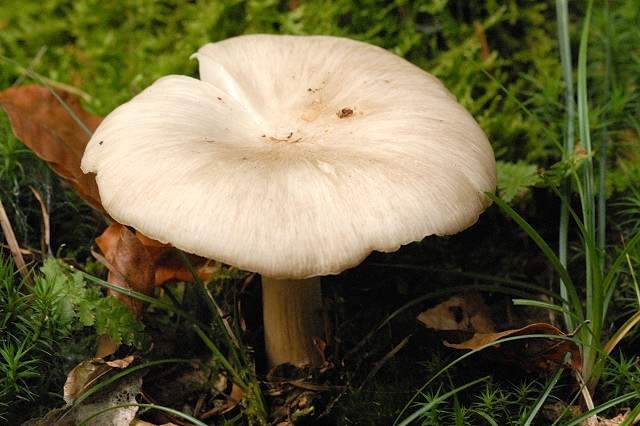